# Trageboto
Trageboto († 1. September 1182 bzw. 1183) war von 1180 bzw. 1181 bis 1182 bzw. 1183 Abt des Benediktinerklosters in Münsterschwarzach.

## Münsterschwarzach vor Trageboto
Während die Reformen von Gorze, die das Kloster im 11. und 12. Jahrhundert geprägt hatten, nicht länger in Münsterschwarzach Auswirkungen zeigten, etablierten sich die Erneuerungen von Hirsau in der Mainabtei. Erster Vertreter dieser Reformen war Abt Dietrich I., der direkt aus dem Schwarzwaldkloster stammte. Unter seinen Nachfolgern konnte sich das Kloster weiter festigen, sogar einige repräsentative Bauvorhaben konnten in die Tat umgesetzt werden.

## Leben
Über die Herkunft und die Familie des Abtes Trageboto ist nichts Genaues bekannt. Fest steht, dass er in den Jahren 1180 oder 1181 Abt wurde, nachdem Abt Gozwin in der Jahresmitte starb. Aufgrund der relativ kurzen Amtszeit sind nur wenige Amtshandlungen von Trageboto überliefert. Er stellte die Gebäude, unter anderem den Kreuzgang, fertig, die unter seinen Vorgängern begonnen worden waren. Abt Trageboto starb an einem 1. September in den Jahren 1182 bzw. 1183.